# Henri Aurrens
Louis Henri Joseph Aurrens, né à Marseille le 27 octobre 1873 où il est mort le 6 mai 1934,,, est un peintre, illustrateur et caricaturiste français.

## Biographie
Henri Aurrens se rend à Paris où il vit en illustrant des cartes postales et en réalisant diverses caricatures pour des revues. Il rentre à Marseille, sa ville natale, et adopte le style du pointillisme.
Il réalise l'illustration de quelques ouvrages dont !
- Marc Janin, L'Emppire de la Sierra, Paris, Garnier frères, 1918, 320 p. (lire en ligne).

## Œuvres dans les collections publiques
- Digne-les-Bains, musée Gassendi : À Montredon, huile sur toile.
- Marseille, musée Cantini : Matin de printemps[5].

## Galerie

Caricatures d'Henri Aurrens
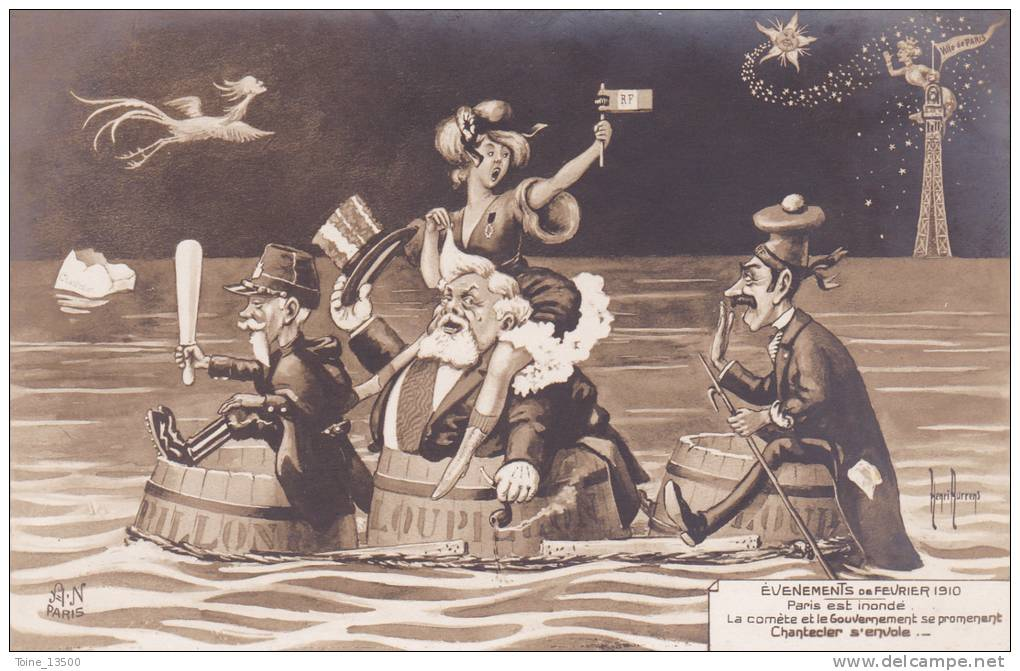
Évènements de février 1910, inondation de Paris, carte postale.
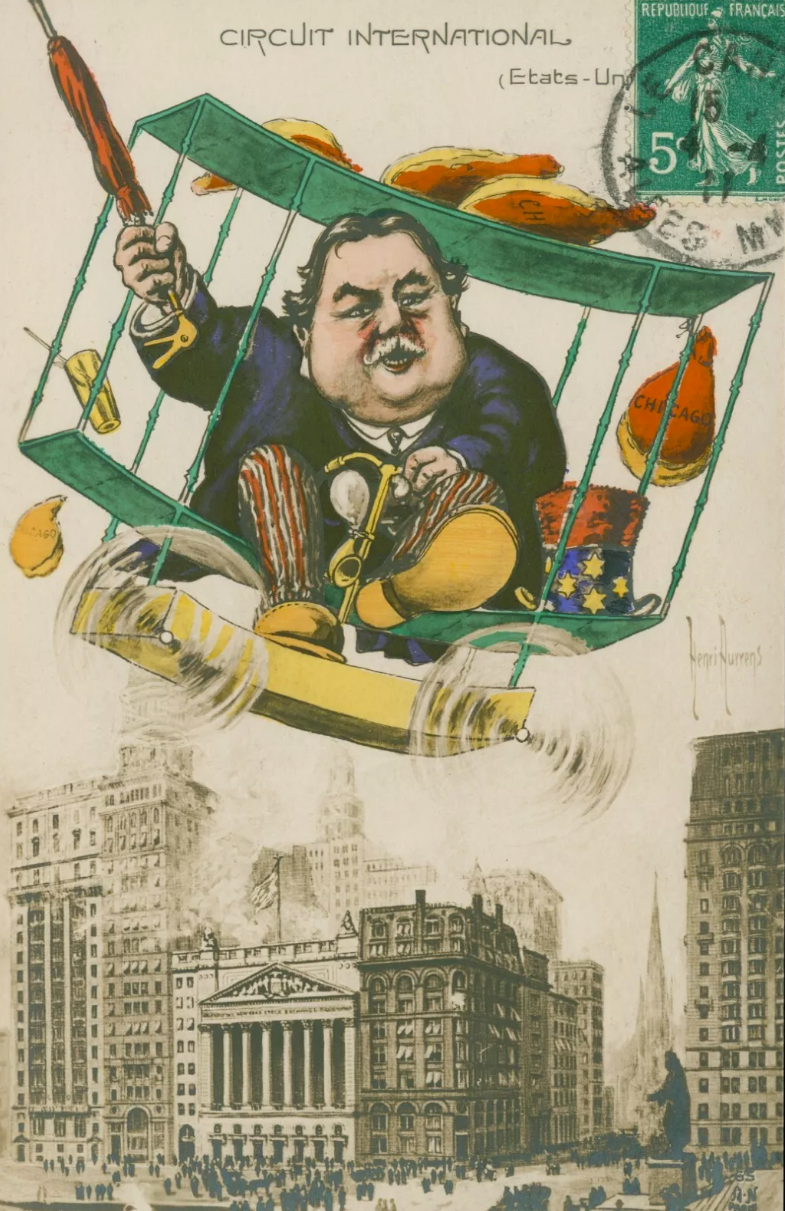
Caricature de président des Etats Unis William Howard Taft, carte postale
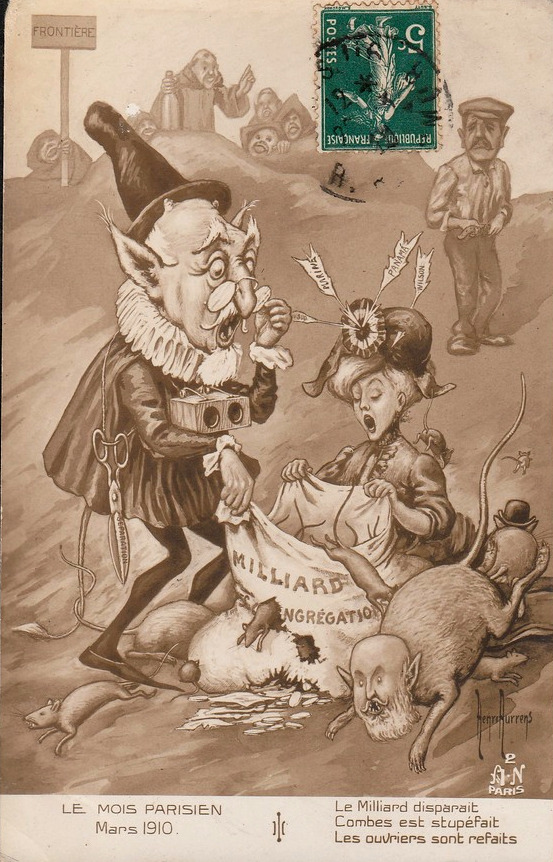
Caricature d'Émile Combes, président du conseil des ministres, carte postale

Peintures d'Henri Aurrens
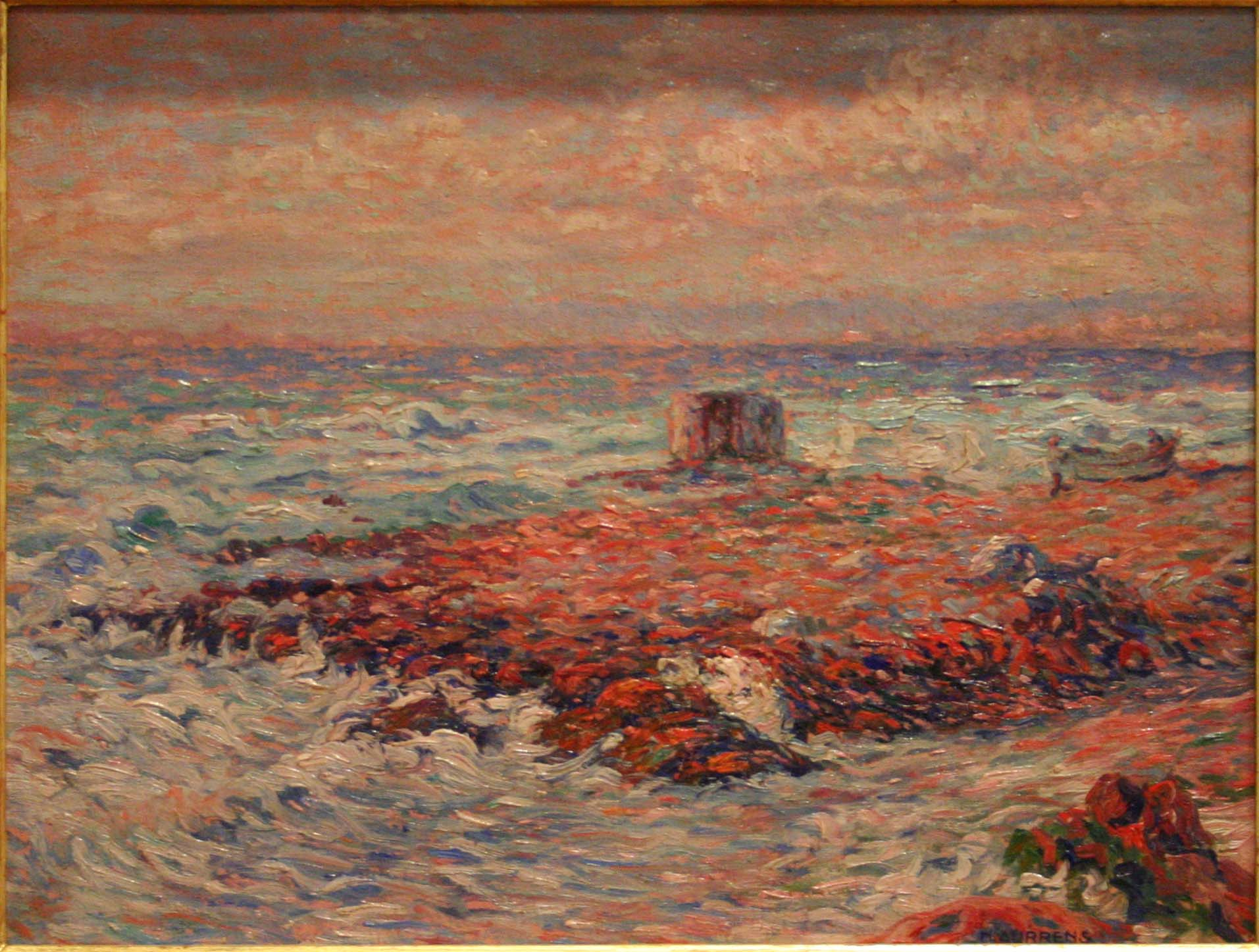
À Montredon, Digne-les-Bains, musée Gassendi.
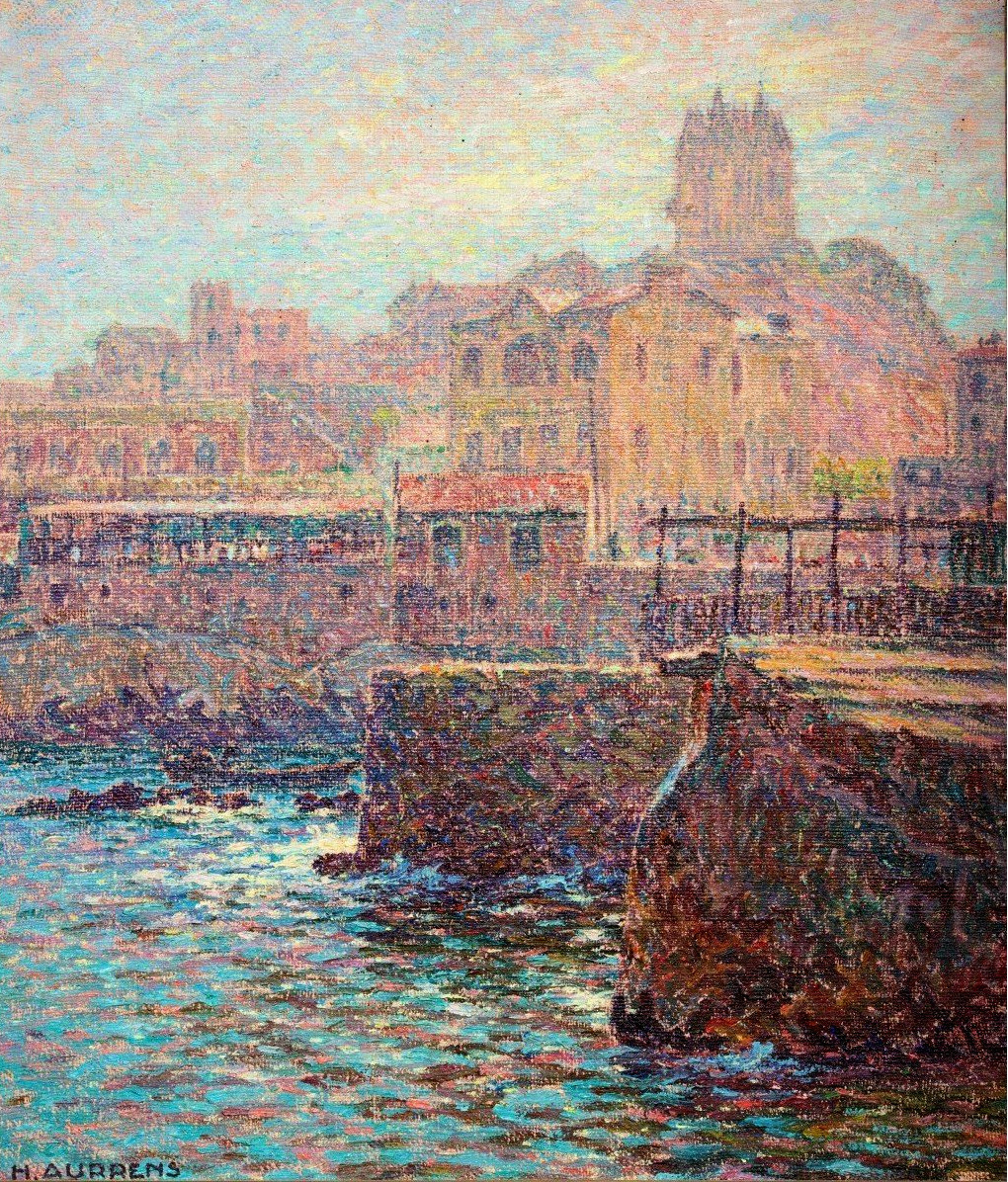
le Château de la vielle chapelleà Marseille, collection particulière
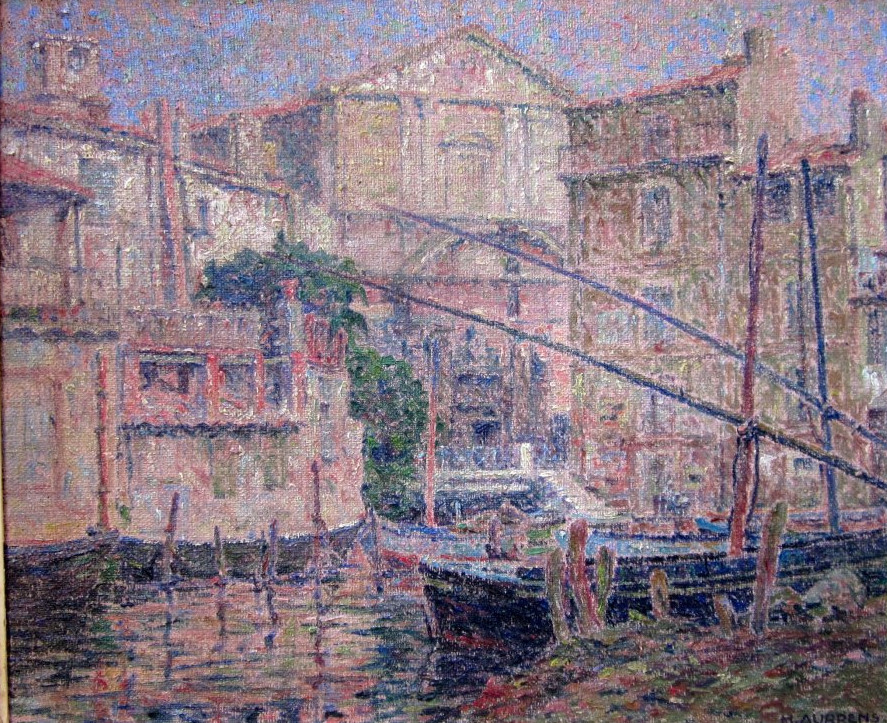
Martigues église sainte Marie Madeleine.jpg, collection particulière